# Eugène Constant
Eugène Constant (Francia, prima del 1820 – dopo il 1860) è stato un pittore e fotografo francese e uno dei primi pionieri della fotografia ad avere esercitato la sua attività a Roma e Venezia.

## Biografia
Formatosi come pittore, Eugène Constant lavorò nei primi anni 1840 a Parigi, in rue du Marché-Saint-Honoré al n.31, e a Venezia. Due dei suoi dipinti — vedute interne della Basilica di San Marco a Venezia e del suo battistero — vengono esposti ai nn. 412 e 413 al "Salon des artistes vivants" del Museo Reale, il 15 marzo 1842 , e ai nn. 81 e 82 al Salon di Bruxelles dello stesso anno. Contemporaneamente fu introdotto alla tecnica del calotipo, brevettata nel 1841 da William Henry Fox Talbot.
Amico e collaboratore di Louis Adolphe Humbert de Molard, perfeziona con quest'ultimo il procedimento della fotografia su vetro all'albumina messo a punto nel 1847 da Abel Niépce de Saint-Victor. Da questo momento Constant lavora come fotografo e pittore, a Venezia ma anche a Roma dove immortala i monumenti antichi. Divenne uno dei membri principali del circolo di fotografi del Caffè Greco, insieme ai suoi connazionali Frédéric Flachéron e Alfred-Nicolas Normand, il britannico James Anderson e l'italiano Giacomo Caneva.
Presenta il suo lavoro in diversi eventi: durante l' Esposizione Universale del 1851 a Londra, con Frédéric Flachéron ; nel 1852 alla Royal Society of Arts di Londra; nel 1855 e nel 1857, vedute di Roma — stampe all'albumina risalenti al 1848 — alla prima e alla seconda mostra della Società Francese di Fotografia.

## Pubblicazione
- M. Perraud, artiste photographe, Le Biographe moderne.

## Collezioni pubbliche
- Molte delle sue fotografie sono nella collezione della duchessa di Berry.
- Collezione Fratelli Alinari
- Museo J. Paul Getty, Los Angeles
- Roma, album edito a Roma da Édouard Mauche et Cie, 1848-52, Metropolitan Museum, New York, Gilman Collection, sez. 2005.100.799 (1-30)
- Palazzo Ca' D'Oro, Venezia, 1852 circa, National Gallery of Canada, Ottawa, call number 19831
- The Colosseum, Rome, 1852 circa, National Gallery of Canada, Ottawa, call number 19830
- Vedute di Roma, stampe su carta salata, 1848, Società Francese di Fotografia, Parigi

## Mostre
- 1842 : Salon of Living Artists al Museo Reale, Parigi [2]
- 1842 : Esposizione Nazionale di Belle Arti, Bruxelles [14]
- 1851 : Salone di pittura di Monsieur Alfred Bruyas, Montpellier [7]
- 1851 : Fiera mondiale, Londra
- 1852 : Mostra alla Royal Society of Arts, Londra
- 1855 : Mostra della Società Francese di Fotografia
- 1857 : Mostra della Società Francese di Fotografia
- 2004 : Roma 1850, MEP
- 2009 : Vedi l'Italia e muori. Fotografia e xix nell'Ot secolotocento italiano, Musée d'Orsay
- 2019 : Roma nella camera oscura. Fotografie della città dell'ottocento a oggi, Museo di Roma, Palazzo Braschi